# Rohizno, Iavoriv
Rohizno (în ucraineană Рогізно) este localitatea de reședință a comunei Rohizno din raionul Iavoriv, regiunea Liov, Ucraina.

## Demografie
Componența lingvistică a localității Rohizno
     Ucraineană (99,74%)
     Alte limbi (0,2%)
Conform recensământului din 2001, majoritatea populației localității Rohizno era vorbitoare de ucraineană (99,74%), existând în minoritate și vorbitori de alte limbi.